# Kurt Mansfeld
Kurt Mansfeld (* 3. April 1910 in Hindenburg; † 15. Januar 1984 in Bad Kreuznach) war ein deutscher Motorradrennfahrer.

## Karriere
Mansfeld stammte aus Hindenburg in Oberschlesien, dem heutigen Zabrze. Im Alter von 21 Jahren machte er beim Riesengebirgsrennen sowie auf der Berliner AVUS mit Siegen in der Ausweisklasse bis 1000 cm³ auf sich aufmerksam.
Als Lizenzfahrer gewann er 1933 das Hohnstein-Bergrennen nahe Dresden. Ein Jahr darauf entschied Mansfeld den Meisterschaftslauf in Hockenheim für sich. Mit ersten Plätzen beim Riesengebirgs-, Gabelbach- und Feldbergrennen demonstrierte er eindrucksvoll seine Qualitäten am Berg. Im Oktober siegte Mansfeld gegen die punktgleichen Toni Bauhofer, Karl Bodmer und Sebastian Roth in einem Ausscheidungslauf um die Deutsche Bergmeisterschaft.
Anfang 1935 wechselte Mansfeld von der BMW zum DKW-Rennstall, wo er Werksfahrer wurde. Im April konnte er für die Zschopauer seinen ersten großen Erfolg feiern. Mit der schnellsten Zeit des Tages brach er Bauhofers langjährige Dominanz und wurde Eilenriedemeister. Auch das 500-cm³-Rennen auf dem Marienberger Dreieck zu Christi Himmelfahrt gewann Mansfeld. In der Endabrechnung der Halbliterklasse der Deutschen Meisterschaft belegte er damit hinter Oskar Steinbach (NSU) zusammen mit Toni Bauhofer den zweiten Rang.
Beim Meisterschaftsstart 1936 in Hannover war Kurt Mansfeld erneut erfolgreich. Noch im Mai gelang ihm der Sieg mit der 500er-DKW beim Kölner Stadtwaldrennen. Dort war er auch 1937 der Sieger. Beim Solitude-Rennen fuhr Mansfeld 1937 vor 200.000 Zuschauern das Rennen seines Lebens. Nach einem Schaden am Ende des Feldes liegend, drehte er eine Rekordrunde nach der anderen und gewann das Rennen mit 16 Sekunden Vorsprung. Im August startete er beim 12. Großen Preis von Deutschland auf dem Sachsenring. Im September folgte der Sieg beim Großen Preis von Estland. Zum Saisonausklang in Marienberg beendete er den Lauf der Halbliter-Maschinen, wie schon 1935, auf dem ersten Platz. Am Ende der Saison 1937 wurde Mansfeld wegen einer nicht näher bezeichneten „Disziplinlosigkeit“ beim Rennen auf dem Marienberger Dreieck von der Obersten Nationalen Sportbehörde für ein halbes Jahr gesperrt.
Nach dem Zweiten Weltkrieg bestritt Mansfeld wieder Rennen. 1948 wurde er auf DKW hinter Wilhelm Herz Deutscher Vizemeister in der 350-cm³-Klasse. Im Jahr 1949 wurde ihm wegen nicht veröffentlichter Anschuldigungen gegen die OMK und deren Mitglieder ein Rennverbot ausgesprochen. Nachdem er die Vorwürfe zurückgenommen hatte, durfte er ab 1. Juni 1949 wieder starten. Anfang der 1950er-Jahre war Mansfeld Werksfahrer bei Horex.
Kurt Mansfeld verstarb 1984 im Alter von 73 Jahren in Bad Kreuznach.

## Statistik

### Erfolge
- 1934 – Deutscher 1000-cm³-Bergmeister auf BMW

### Rennsiege
| Jahr | Klasse   | Maschine | Rennen                          | Strecke              |
| ---- | -------- | -------- | ------------------------------- | -------------------- |
| 1934 | 1000 cm³ | BMW      | Hockenheimer Motorradrennen     | Hockenheimer Dreieck |
| 1934 | 1000 cm³ | BMW      | Feldbergrennen                  | Feldbergring         |
| 1935 | 1000 cm³ | BMW      | Hockenheimer Motorradrennen     | Hockenheimer Dreieck |
| 1935 | 500 cm³  | DKW      | Eilenriederennen                | Eilenriede           |
| 1935 | 500 cm³  | DKW      | Marienberger Dreieckrennen      | Marienberger Dreieck |
| 1936 | 500 cm³  | DKW      | Eilenriederennen                | Eilenriede           |
| 1936 | 500 cm³  | DKW      | Kölner Stadtwaldrennen          | Kölner Stadtwald     |
| 1937 | 500 cm³  | DKW      | Internationales Solitude-Rennen | Solitude             |
| 1937 | 500 cm³  | DKW      | Marienberger Dreieckrennen      | Marienberger Dreieck |
| 1937 |          | DKW      | Großer Preis von Estland        |                      |
| 1947 | 350 cm³  | DKW      | Hamburger Stadtparkrennen       | Hamburger Stadtpark  |

## Verweise